# Brasserie de Bertinchamps
Brasserie de Bertinchamps is een Belgische brouwerij te Gembloers in de provincie Namen.

## Geschiedenis
Deze familiebrouwerij begon in 2013 zijn eerste bier te brouwen, vlak bij Gembloers in een oude vierkantshoeve van Bertinchamps. Daarom wordt de brouwerij ook "de brouwerijhoeve" genoemd. Benoît Humblet, die in de brouwerij van Val-Dieu heeft gewerkt, is de meesterbrouwer. Het etiket representeert een grote B.
De bieren zijn in meerdere landen verkrijgbaar: naast verschillende plaatsen in België ook onder meer in Frankrijk, Hongkong, Luxemburg, China, Rusland en Spanje. In 2015 ging bijna de helft van de productie naar de export.

## Bieren
- Bertinchamps blonde, blond, 6,2%
- Bertinchamps brune, bruin, 7,0%
- Bertinchamps tripel, blonde 8,0%
- Bertinchamps hiver, blond winterbier, 8,0%
- B+ Blanche, witbier, 5,0%
- B+ Pamplemousse, fruitbier, 5,2%